# Dio (islam)

Il nome di Allah scritto nella Calligrafia araba. Nell'Islam è considerato peccato antropomorfizzare la figura di Dio

Nell'Islam, la divinità unica e creatrice di ogni cosa viene chiamata Allāh, come più volte specificato nel Corano. Nel Corano, che i musulmani credono sia opera creata ab aeterno, lettera per lettera, dallo stesso Allāh, si ricorda che un altro nome proprio è Raḥmān, parola già presente nel pantheon sud-arabico, cui si dava il significato di "Compassionevole", conservatosi anche in lingua araba. In età preislamica designava, in alcune culture religiose nord-arabiche (Palmirena) e sud-arabiche (Himyar), una divinità vera e propria.

## Descrizione
Allāh rappresenta nell'Islam l'Essere eterno, supremo, onnipotente e onnisciente, che ha creato e seguita a creare l'universo e ogni cosa in esso contenuta. Per quanto riguarda il tempo l'Islam considera che vi sia una perfetta identificazione con Dio e che, quindi, non si tratti di una sua creazione ontologicamente distinta.
Dal convincimento che ogni cosa che sembra esistere, compresa la materia bruta, è in realtà pervasa dallo Spirito di Dio ne deriva che anche gli atti umani sono opera del Creatore e che l'uomo ne abbia al massimo il "possesso" più che la "proprietà", avviando una discussione estremamente ardua sui limiti dell'azione umana che potrebbero portare a una sorta di fatalismo (tutto è determinato da Dio, tutto "è scritto" da Dio nel Corano, che s'identifica nella sua parola, attributo non distinguibile e diverso dall'Essere supremo e che dunque è eterno a parte ante e a parte post).
A Dio non è possibile contrapporre in alcun modo un principio del male perché questo porterebbe a una concezione dualistica del mondo. Nell'Islam, che è monistico, lo spazio riservato al maligno (Shaytān, Iblīs) è estremamente ridotto e quasi insignificante e la stessa natura "di fuoco" del diavolo non è neppure assimilabile a quella "di luce" degli angeli. Il bene è Dio e la sua la volontà e il male la negazione di Dio e il disubbidirgli, l'inferno è la lontananza da Dio. Il credente (muʾmin) deve essere pertanto un muslim, ovvero un sottomesso assoluto al comando di Dio. Una delle sure più brevi e ricche di significato per i musulmani recita: «Egli, Dio [Allah] è Uno, Dio, l'Eterno. Non generò né fu generato e nessuno gli è pari» (112, 1-4).
Dio è inconoscibile dall'uomo e quello che è dato sapere di lui deriva direttamente dalla sua rivelazione testuale. Secondo l'Islam, Dio ha dato la sua prima disposizione volitiva ad Adamo che è nell'Islam primo uomo e primo profeta. Nel prosieguo delle generazioni il tempo e l'azione talora maligna di alcuni uomini ha corrotto o falsato tale rivelazione e Dio ha per questo motivo seguitato a mandare suoi inviati e suoi profeti per riproporre l'insieme della sua volontà. Di questa lunghissima catena profetologica, che comprende i quattro evangelisti e Gesù Cristo, Muhammad (in italiano Maometto) costituisce l'ultimo anello. Dopo di lui non vi sarà più alcun inviato o alcun profeta e chiunque dovesse dichiarare riaperto il ciclo profetico si metterebbe automaticamente al di fuori di uno dei pochi dogmi islamici (come è avvenuto con la Ahmadiyya di Lahore o con i Drusi o con i Nosayri, solo per fare alcuni esempi).
L'onnipotenza, l'onnipresenza, l'onniscienza di Dio si accompagnano alla sua infinita misericordia e generosità, motivo per cui non si potrà mai asserire che Dio "è tenuto" a punire i malvagi con una pena eterna mentre si può affermare che un premio eterno è stato destinato dal creatore alle Sue creature a suo totale piacimento. Un passaggio teologicamente accettato afferma pertanto che l'Inferno non sarà eterno per i musulmani ma, a rigor di logica, l'eternità della pena non si potrà presupporre e pretendere neppure per il resto dell'umanità, perché questo sarebbe porre un inammissibile limite all'onnipotenza divina.
Gli attributi divini (sifāt) coeterni ma senza che si possa alterare l'unità di Dio («né Lui né altro da Lui», affermano i teologi musulmani sunniti) sono (per quanto riguarda quelli "personali", ossia nafsiyya): la vita, la scienza, la potenza, la volontà, l'udito, la vista e la parola, cui una parte del pensiero teologico sunnita aggiunge la persistenza. La questione dell'increatezza del Corano deriva dalla polemica riguardante questi attributi, perché all'affermazione che la rivelazione era stata creata da Dio al momento della sua creazione del genere umano si contrappose la tesi vincente del hanbalismo secondo cui, essendo la rivelazione "parola di Dio" (kalimat Allāh), ne derivava una sua eternità (argomento affrontato da Arnaldo in modo pressoché identico nell'Ebraismo per quanto riguarda la Tōrāh).
Sebbene dei dotti come i mullah o gli ulama abbiano il compito di recitare la preghiera del venerdì e l'interpretazione dei testi sacri, nell'Islam non esistono sacerdoti consacrati ed espressamente incaricati di svolgere funzioni liturgiche in maniera esclusiva, il rapporto del fedele con Allah è più individuale e personale rispetto alle altre religioni monoteiste..

## Teologia comparativa
Riferimenti coranici ad Allah e alle Sue qualità predicabili, sono: Allah vive di vita propria (III 2), è colui che tutti nutre e da nessuno è nutrito (VI 14), è il saggio che tutto conosce (VI 18), è luce su luce e guida alla luce chi vuole (XXIV 35).
La teologia islamica identifica il Dio descritto nel Corano con il Dio di Israele, di Abramo. Giudaismo, cristiani e islam sono detti Religioni abramitiche. Come gli ebrei, anche l'Islam rigetta la Trinità del Credo Niceno e la Cristologia, come si sviluppò nel cristianesimo delle origini.
Se per i cristiani l'intera bibbia è ispirata da Dio, tuttavia Dio dettò parola per parola solo alcuni passi (come le profezie "per bocca dei profeti", e i dieci Comandamenti a Mosè), mentre gli evangelisti riferiscono con loro parole "umane" fatti storici di cui furono testimoni oculari. Invece, le parole di Muhammad per l'intera estensione del Corano sono dettate parola per parola direttamente al Profeta, in stato di estasi, da Allah per tramite dell'arcangelo Gabriele: per questa differenza fondamentale, in quanto "giunto" direttamente da Dio, il Corano rappresenta per i musulmani la prima e la principale fonte della verità tra i vari testi sacri riconosciuti. Fra i vari profeti inviati agli uomini, Maometto fu l'unico ad essere ispirato direttamente da Allah. Ma i Musulmani devono credere anche che gli altri libri rivelati come i vangeli e la torah siano stati rivelati da Allah.
I profeti come Cristo e Maometto sono messaggeri inviati da Allah e tutti uomini mortali ("Maometto è un messaggero di Dio come quelli che lo hanno preceduto in antico. Orbene, se egli morirà, o se sarà ucciso ve ne tornereste voi indietro? Ma chi si ritira non farà a Dio alcun danno, mentre Dio compensera' chi Gli è grato" (3, 144).
Per comprendere la catena profetica iniziata da Abramo, è fondamentale la genealogia che emerge dalla tradizione e dai testi sacri. Dopo la nascita di Abramo, re, profeti e sommi sacerdoti di Israele sono gli uomini prescelti da Dio per il popolo eletto, e sono tutte cariche ereditarie che si trasmettono alla nascita da padre a figlio.
Secondo Ebraismo e Cristianesimo, Isacco fu il prescelto da Dio fra i figli di Abramo, mentre secondo il racconto del Corano il figlio rimpiazzato dalla pecora per il sacrificio a Dio fu Ismaele, da cui è fatto discendere il popolo Arabo.
Se i Vangeli di Luca e Matteo ricostruiscono la Genealogia di Gesù fino al re Davide (il quale appartiene a una delle dodici tribù che discendono da Abramo tramite Isacco e Giacobbe), pure una certa tradizione islamica afferma che il Profeta era un Ḥanīf e discendente di Ismaele, terminando così la catena profetica iniziata da suo padre Abramo.
In Cor. Sura V, 19 si afferma che Allah "suscitò il Messaggero dopo una interruzione nella successione dei Profeti" che durò circa seicento anni.
Ulteriore analogia con il cristianesimo è l'articolo di fede secondo il quale i musulmani credono che il testo del Corano non è creato insieme alla creazione degli uomini, ma esiste immutabile da sempre e per sempre con Allah, ed è parte di Allah che si identifica nella sua parola e non è distinguibile da essa, che davanti agli uomini è l'unica manifestazione di Allah e l'unica possibilità di contatto col divino durante la vita terrena. Tuttavia, Allah è oltre e più della parola rivelata.
In modo in parte simile, il Verbo cristiano è co-eterno con Dio, ma oltre ad essere parola rivelata nel Libro Sacro della Bibbia, è anche Persona vivente: il Verbo è Gesù Cristo che è Dio stesso, e tramite la vita e le opere di Cristo ha dato agli uomini una visione di Dio più vera e più completa, di quella ottenibile in dono con la sola rivelazione precedente.